# Synodus oculeus
Espèce
Statut de conservation UICN

 LC 03 mars 2015 : Préoccupation mineure
Synodus oculeus est une espèce de poissons de la famille des Synodontidae.

## Systématique
L'espèce Synodus oculeus a été décrite pour la première fois en 1981 par Roger Frank Cressey (d).

## Distribution
Cette espèce se croise dans l'océan Indien, plus particulièrement au large des côtes du Mozambique, de Madagascar et de la Thaïlande, ainsi que dans l'Océan Pacifique, au large de l'Australie, de la Chine et de la Nouvelle-Calédonie à des profondeurs variant entre 44 et 96 m.

## Description
Synodus oculeus peut mesurer jusqu'à 18,3 cm.
Synodus oculeus chasse en enfouissant son corps dans les sédiments et en capturant les proies qui passent à proximité.

## Étymologie
Son épithète spécifique, oculeus, « rempli d'yeux » fait référence au fait que ses yeux sont particulièrement grands et couvrent une large partie de sa tête.

## Publication originale
- (en) Roger Cressey, « Revision of Indo- West Pacific lizardfishes of the genus Synodus (Pisces: Synodontidae) », Smithsonian Contributions to Zoology, no 342,‎ 1981, p. 1-53 (ISSN 0081-0282 et 1943-6696, DOI 10.5479/SI.00810282.342, lire en ligne).